# The Thing That Should Not Be
The Thing That Should Not Be est une chanson de Metallica. C'est la 3e piste de l'album Master of Puppets. Elle dure 6 minutes 36 secondes.

## Inspiration et texte de la chanson
Le bassiste Cliff Burton était un grand fan de l'écrivain et maître de l’horreur H. P. Lovecraft. Très vite, il a transmis le virus de la lecture des livres de Lovecraft aux autres membres de Metallica. Ainsi, c’est James Hetfield qui, inspiré des nouvelles de Lovecraft et du mythe de Cthulhu, a écrit ce morceau[réf. souhaitée].
On peut approcher les paroles du morceau à plusieurs nouvelles de Lovecraft, notamment à L'Appel de Cthulhu et Dagon. Il semblerait néanmoins que la source d'inspiration vienne majoritairement de la nouvelle Le Cauchemar d'Innsmouth.
Le Cauchemar d'Innsmouth raconte le départ en bateau de quatre personnes d’une île de la Méditerranée et qui sont prises au piège dans une tempête. Deux personnes sont tuées et les deux autres échouent sur l’île. Ils s’aperçoivent que ses occupants sont des « hybrides d’humains et de poissons ».

## Formation
- James Hetfield: chants, guitare rythmique
- Lars Ulrich: batterie, percussions
- Cliff Burton: basse
- Kirk Hammett: guitare solo